# Park Row (Manhattan)
Pour les articles homonymes, voir Park Row.
Park Row est une rue de New York.

## Situation et accès
Cette voie est située dans l'arrondissement de Manhattan dans le quartier de Financial District.
Elle passe à la base de la bretelle d'accès au pont de Brooklyn. 

## Origine du nom
Son nom fait référence au fait qu'il fait face au City Hall Park (en).

## Historique
Appelée auparavant « Chatham Street », elle est rebaptisé « Park Row » en 1886 et était surnommée « Newspaper Row » (« allée des journaux »), étant donné que la plupart des grands journaux new-yorkais, dont le New York Times, étaient situés dans cette rue, afin d'être proche du quartier financier et de Wall Street. 

## Bâtiments remarquables et lieux de mémoire
Une statue de Benjamin Franklin se trouve à la hauteur du 41 Park Row, où se trouve une partie des locaux de l'Université Pace.

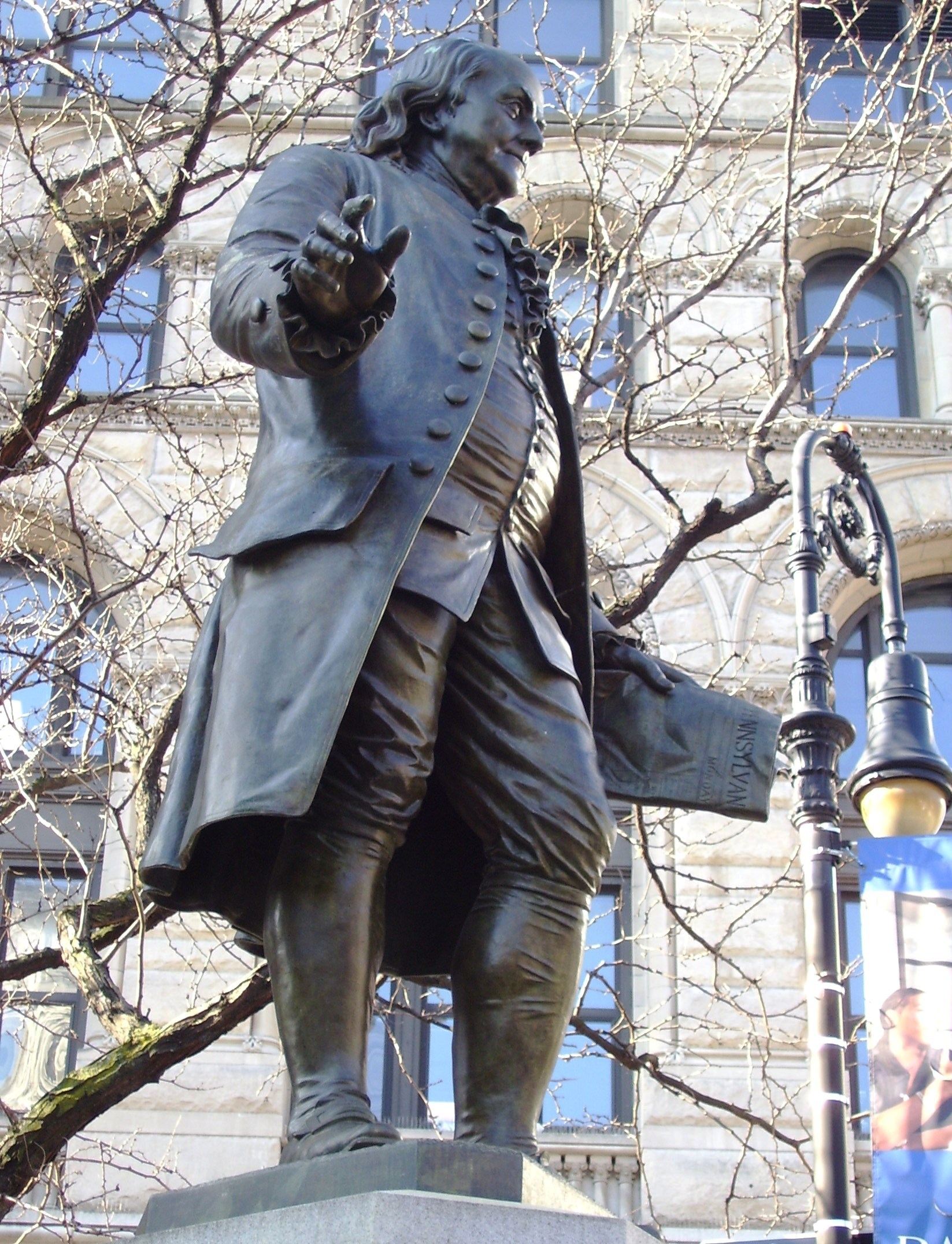
Statue de Benjamin Franklin.